# 馬特·萊斯切爾
馬特·萊斯切爾（英語：Matt Letscher，1970年6月26日—）是美國的一位演員和編劇，出生在密歇根州。他的弟弟布萊恩·萊斯切爾也是一位演員。萊斯切爾已經結婚並有兩個孩子。